# Kuchyně Svaté Heleny

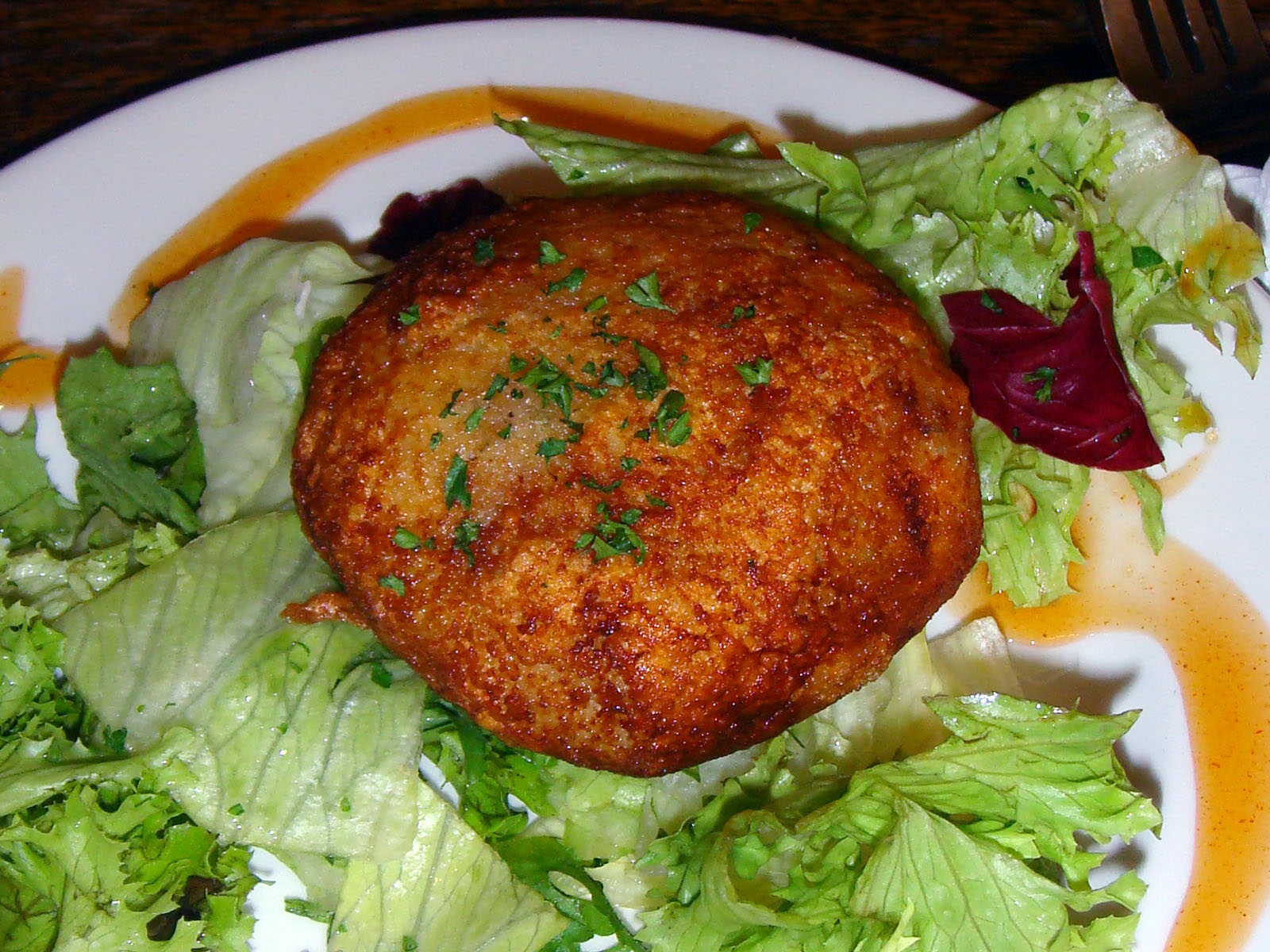
Fishcake

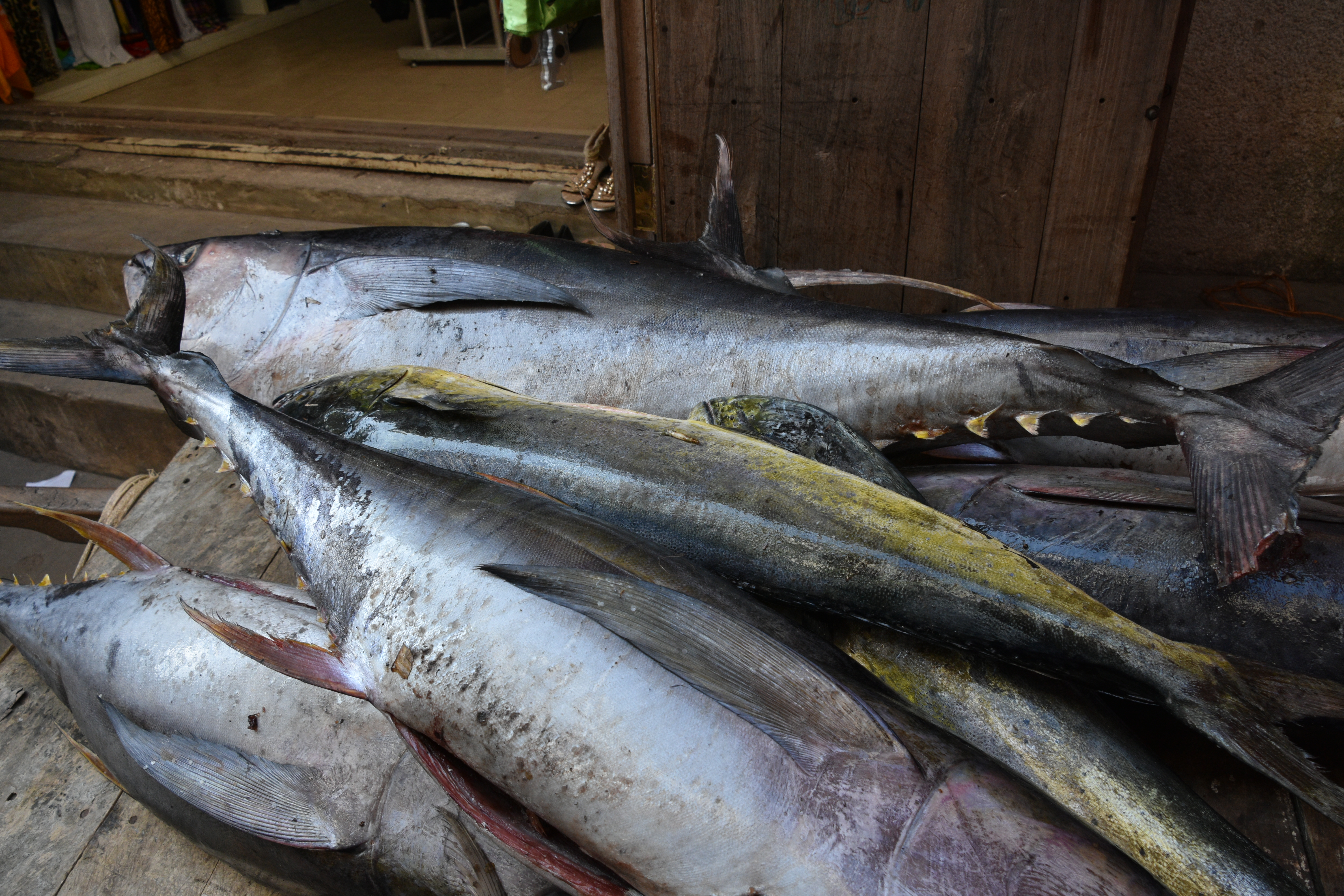
Tuňák, jedna z nejpoužívanějších ryb na Svaté Heleně, Ascensionu a Tristan da Cunha

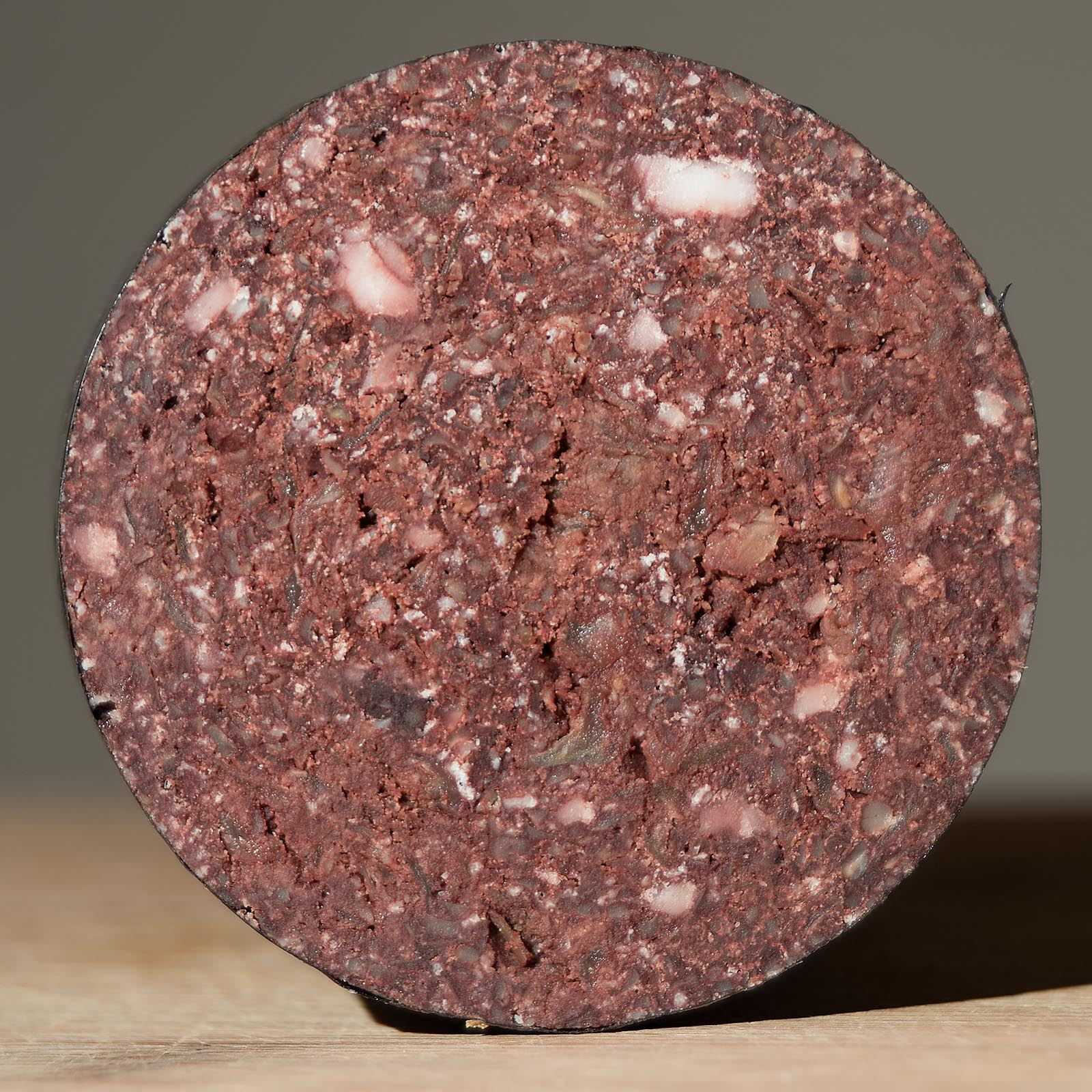
Black pudding

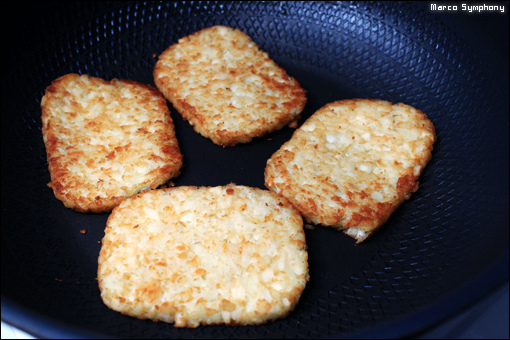
Bramborové placky

Kuchyně Britského zámořského území Svatá Helena, Ascension a Tristan da Cunha vychází z tradiční britské kuchyně, byla ale ovlivněna i africkou kuchyní (kvůli potomkům afrických otroků) a dalšími vlivy. Na každém ostrově tohoto zámořského území se kuchyně liší.

## Kuchyně Svaté Heleny
Na Svaté Heleně se používají lokálně pěstované suroviny, nejčastěji dýně, batáty (sladké brambory) a banány. Mezi nejpopulárnější koření patří chilli. Provozováno je také rybářství (nejčastěji se loví tuňák nebo makrela). Mezi typické svatohelenské pokrmy patří:
- Kari, základem svatohelenského kari je obvykle jen maso nebo ryby (bez zeleniny) a bývá velmi kořeněné
- Fishcakes, karbanátky z rybího masa
- Coconut fingers, podlouhlé tyčinky z nadýchaného těsta, obalené v namletém kokosu
- Black pudding, černá klobása
- Plo, kořeněný rýžový pokrm
- Tungi Spirit, silný alkoholický nápoj z opuncie[2]

## Kuchyně Ascensionu
Kuchyně Ascensionu je v mnoha ohledech blízké té svatohelenské (je provozováno rybářství). Ryby se často smaží, populární je grilování (barbecue).

## Kuchyně Tristan da Cunhy
Na Tristan da Cunha jsou základní potravinou jednoznačně brambory, které se zde pěstují a které se používají ve většině jídel. Provozováno je také rybářství. Dále jsou chovány krávy, ovce a drůbež, obyvatelé ostrova tedy mají vlastní vejce a mléko. V menší míře je pěstováno ovoce a zelenina. Všechny ostatní suroviny je nutné dovážet. Nejtypičtějším pokrmem pro Tristan da Cunha jsou smažené bramborové placky, které se často podávají s džemem.

## Kuchyně Goughova ostrova
Goughův ostrov nemá stálé obyvatele, ale po celý rok zde pobývají vědci. Veškeré jídlo je dováženo lodí z Jihoafrické republiky.